# 5013 Suzhousanzhong
Az 5013 Suzhousanzhong (ideiglenes jelöléssel 1964 VT1) a Naprendszer kisbolygóövében található aszteroida. A Bíbor-hegyi Obszervatórium fedezte fel 1964. november 9-én.